# روبنسون جيفارا
روبنسون جيفارا (17 أكتوبر 1994 بالإكوادور - ) هو لاعب كرة قدم إكوادوري في مركز الدفاع. لعب مع ديسبورتيفو تروفينسي.

## وصلات خارجية
- روبنسون جيفارا على موقع قاعدة بيانات كرة القدم.إي يو (الإنجليزية)